# 李虎 (建筑师)
李虎（1973年—），建筑师，OPEN建筑事务所创始合伙人，清华大学和中央美术学院的客座教授，史蒂芬·霍尔建筑师事务所的前合伙人，哥伦比亚大学GSAPP Studio-X北京分社社长。

## 学位
李虎于1996年在清华大学获得建筑学学士学位。
1998年在莱斯大学获得建筑学硕士学位。